# Claudio Reyes Barrientos
Claudio Lautaro Reyes Barrientos (19 de febrero de 1953) es un ingeniero comercial y político chileno,independiente. 
Se desempeñó como subsecretario de Previsión Social de su país entre 2009 y 2010, y luego como superintendente de Seguridad Social entre 2014 y 2021, durante los gobiernos de la presidenta Michelle Bachelet. En 2023, fue nombrado como subsecretario de Previsión Social, bajo el gobierno del presidente Gabriel Boric.

## Familia y estudios
Nació en 1953, hijo del médico cirujano Alejandro Reyes Vásquez e Irma Lida Barrientos Jaramillo. Realizó sus estudios superiores en la carrera de ingeniería comercial en la Pontificia Universidad Católica (PUC), y luego cursó estudios en finanzas internacionales el Institute of Science and Technology (UMIST) de la Universidad de Manchester, Inglaterra, y en formación ejecutiva en el Kellog School of Management de la Universidad de Northwestern, Estados Unidos.
Se casó en Santiago, en 1973, con Carmen Gloria Mora del Solar.

## Trayectoria profesional

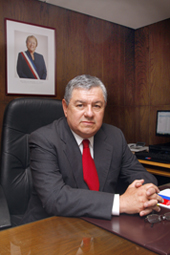
Claudio Reyes en 2014.

Ha ejercido su profesión como director en empresas públicas y privadas. Participó entre los años 2008 y 2010 de la Subsecretaría de Previsión Social, estando a cargo de la reforma previsional —efectuada por el primer gobierno de Michelle Bachelet—, llegando a ejercer como subsecretario de dicha repartición pública entre 2009 y 2010.
Paralelamente, se ha desempeñado en el sector público, en el Servicio de Cooperación Técnica (Sercotec), en el Banco Central de Chile y en el Ministerio de Hacienda del mismo país.
Desde marzo de 2010 hasta octubre de 2014, se desempeñó como coordinador de la Unidad de Migración e Inclusión Social en el entonces Ministerio de Desarrollo Social. El 14 de octubre de ese último año, fue nombrado por la presidenta Michelle Bachelet como superintendente de Seguridad Social, cargo que asumió el 1 de noviembre, en reemplazo del superintendente transitorio y provisional (TyP), Claudio Ibáñez.

## Controversias /Sobreseimiento Definitivo
Reyes tiene una querella por prevaricación administrativa presentada el 17 de octubre del 2022. Siendo superintendente firmó un oficio que cambió el criterio para distribuir las multas que se cobran a los empleadores por pago atrasado de cotizaciones, lo que habría perjudicado a los beneficiarios de la Ley Sanna dictada en 2017. Cabe mencionar que esta última creó un fondo para pagar las licencias a las madres o padres de hijos con enfermedades terminales, cáncer o trasplantados.
Conforme a sentencia del 29 de noviembre de 2023 de la Corte de Apelaciones de Santiago, en causa Rol 5723 de 2023, fue declarado el sobreseimiento definitivo de la causa, al no haberse comprobado responsabilidad alguna de los querellados.